# Lorenzo Molinaro
Lorenzo Molinaro (San Daniele del Friuli, 16 settembre 1992) è un cestista italiano.

## Carriera

### Club
Cresciuto nel settore giovanile della Pallalcesto Udine, debutta con i friulani in serie A2 nella stagione 2009-10.
Il suo grande impatto fisico e le doti di saltatore gli hanno permesso di partecipare ad appena 17 anni alla gara delle schiacciate dell’All Star Game di Legadue del 2010 tenutasi a Sassari.
Nell'estate del 2010 viene, inoltre, selezionato per il prestigioso torneo Adidas Nations a Chicago.
Dal 2011 al 2013 gioca per Treviglio in Divisione Nazionale A. Nella stagione 2013-14 fa ritorno in serie A2, giocando per Trento, con cui a fine campionato conquista la promozione in serie A. Passa quindi ad Agropoli, in serie B, dove mette a segno 10.6 punti e 7.8 rimbalzi di media a partita. Con i campani raggiunge la finale di Coppa Italia chiude la regular season del girone D al primo posto, vince i playoff e conquista le final four di categoria, perdendo poi la finale contro la Gecom mens sana. A fine stagione il Basket Agropoli viene comunque ammessa in Serie A2 al posto dell'escluso Azzurro Napoli Basket 2013.
La stagione successiva è ingaggiato dalla Pallacanestro Varese, con cui gioca sia in serie A che in FIBA Europe Cup. Il 21 gennaio 2016, tuttavia, la società varesina lo cede in prestito fino a fine stagione a Ravenna, in serie A2. Il successivo 3 agosto 2016 risolve il contratto con la Pallacanestro Varese e pochi giorni dopo si accasa ad Agropoli in serie A2, dove rimane solamente per metà stagione.
Il 16 febbraio 2017 approda alla Pallacanestro Ferrara, dove resterà anche per le due stagioni successive. L'arrivo nella città estense viene presto coronato dal canestro decisivo allo scadere nel derby contro la Fortitudo Bologna del 12 marzo. A Ferrara il lungo friulano trova così la sua definitiva consacrazione, finendo spesso nella top 10 grazie alle sue schiacciate spettacolari, divenute la sua specialità nel corso degli anni.
L'8 giugno 2019 viene ingaggiato dall'Assigeco Piacenza, qualificandosi alle Final eight di Coppa Italia, senza tuttavia poter disputare la competizione, annullata, unitamente alla Regular season, per via del Covid-19.
Dopo un'altra stagione a Piacenza la firma per l'Eurobasket Roma per la stagione 2021/22.
Nel 2023 firma per la Virtus Padova, diventa uno dei punti fermi della squadra e resta per 1 stagione
Nell’estate 2024 viene ingaggiato dai marchigiani dalla janus fabriano

### Nazionale
Nel 2010 viene convocato per il raduno pre-europeo con l'Italia under 18, venendo scartato solo all'ultimo turno di selezione.
Nell'estate 2013 arriva la chiamata della Nazionale sperimentale per disputare la tournée in Cina, unitamente ad altri giovani di talento, tra i quali il suo conterraneo Davide Pascolo.

## Palmarès
- Campionato italiano Dilettanti: 1

Aquila Trento: 2013-2014